# 白茆镇
白茆镇，是中华人民共和国安徽省芜湖市鸠江区下辖的一个乡镇级行政单位。

## 行政区划
白茆镇下辖以下地区：
江坝社区、三官殿社区、六洲社区、黑沙洲社区、五号村、南垄村、大江村、浃南村、三垄村、旭光村、新园村、套北村、义圩村、七洲村、东流村、二垄村、天然洲村、群利村、新树村、永胜村和仔洲村。